# Lijst van schouten en schepenen van Maastricht
Dit is een lijst van schouten, schepenen en andere hoge ambtsdragers van de stad Maastricht van 1245 tot 1795. Tot de komst van de Fransen in 1794 had het tweeherige Maastricht een Luiks en een Brabants hooggerecht, elk met zijn eigen schout en schepenen. Daarnaast vielen delen van de middeleeuwse stad onder het rechtsgebied van het Brabantse Graafschap van de Vroenhof. De buitengebieden van de huidige gemeente Maastricht behoorden eveneens tot verschillende rechtsgebieden: de Vroenhof, Sint Pieter, Pietersheim, Heugem, Heer, Borgharen en Itteren. Ook deze hadden elk hun eigen schout en (meestal zeven) schepenen.

## Toelichting

### De rechtsgebieden in de tweeherige stad Maastricht
Van oudsher was het bestuur van de stad Maastricht een complexe aangelegenheid. Dat kwam in de eerste plaats door het feit dat de soevereiniteit gedeeld werd door de prins-bisschop van Luik en de hertog van Brabant. De oorsprong van deze dubbele, landsheerlijke jurisdictie, de tweeherigheid van Maastricht, ligt nog grotendeels in het duister, maar gaat vermoedelijk terug tot de karolingische tijd. De tweeherigheid werd vastgelegd in de Alde Caerte van 1284 en aangescherpt in de Dochter Caerte van 1356.

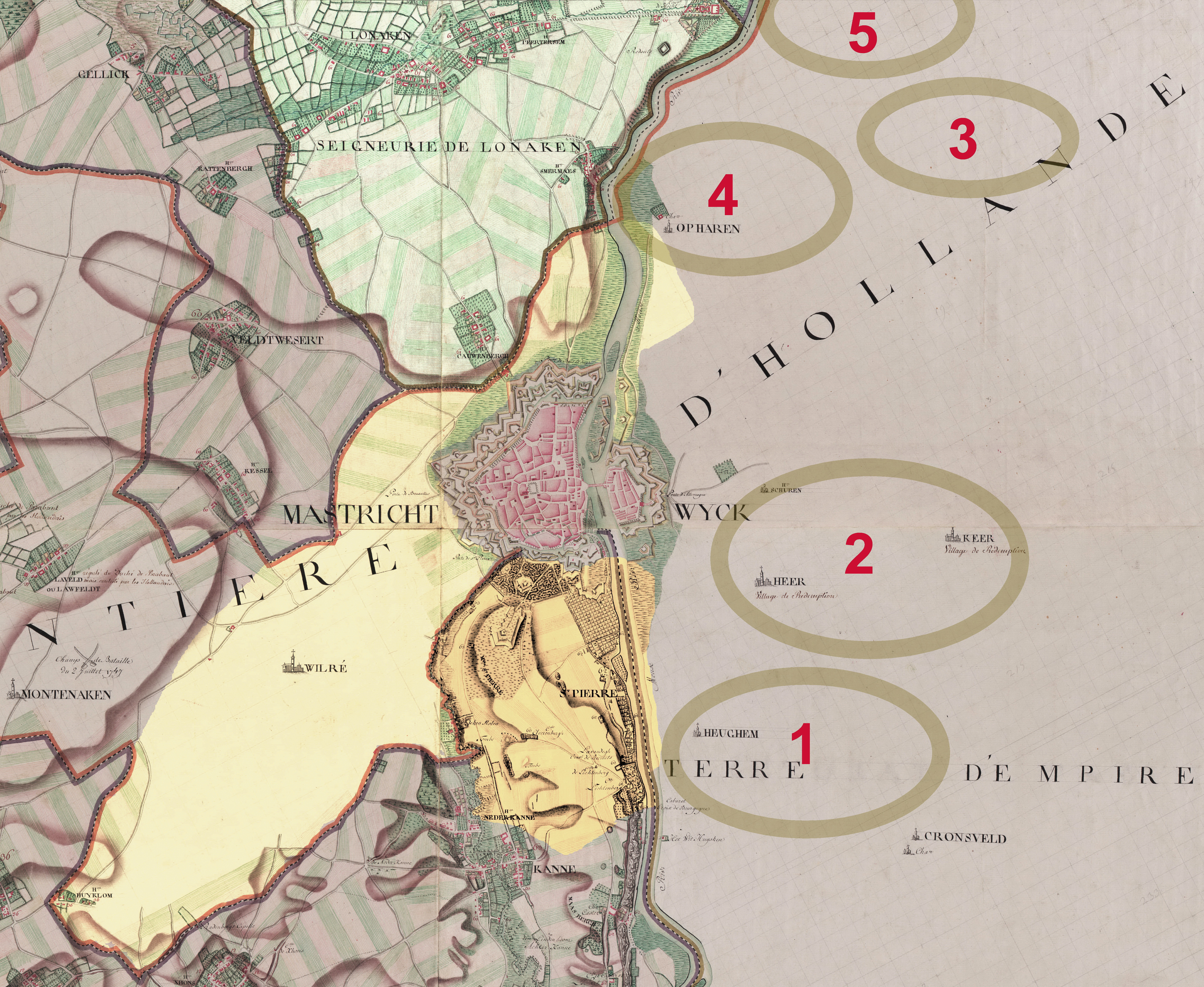
Bewerkt detail van een Ferrariskaart uit ca. 1775 met rechtsgebieden rondom Maastricht. Groen gemarkeerd: heerlijkheid Pietersheim. Geel: graafschap van de Vroenhof. Oker: heerlijkheid Sint Pieter. Groen omcirkeld: banken waarvan de exacte grenzen niet bekend zijn. 1. Heugem; 2. Heer; 3. Meerssenhoven; 4. Borgharen; 5. Itteren

Daarnaast waren er tot aan het einde van het ancien régime nog verschillende andere jurisdicties in het binnen en deels buiten de stadswallen gelegen gebied. Grote delen binnen de stad behoorden tot het rechtsgebied van de Vroenhof en viel onder Brabant. De in de late middeleeuwen geannexeerde, relatief kleine Nieuwstad behoorde bij de vrijheid Sint Pieter en viel onder de rechtsmacht van de bisschop van Luik. Dat gold ook voor een klein, deels in, deels buiten de stad gelegen gebied tussen de Jeker en de weg naar Montenaken, dat bekend stond als de Bisschopskommel. Het eveneens kleine gebied van Tweebergen ressorteerde onder de proosdij van Sint-Servaas, terwijl de directe omgeving van de twee kapittelkerken – de zogenaamde claustrale singel – tot de immuniteiten van het Sint-Servaas- en het Onze-Lieve-Vrouwekapittel werden gerekend. In principe vielen de kloosters in wereldlijke zaken onder de Brabantse of Luikse jurisdictie, maar in geestelijke zaken onder de (aartsdiakonale) jurisdictie van de deken en het kapittel van Sint Servaas en in mindere mate onder die van Onze Lieve Vrouwe. Het vanaf 1567 permanent inliggende garnizoen viel buiten het gewone wereldlijke gezag. De rest van de stad (nog steeds het belangrijkste deel), inclusief een beperkt gebied buiten de stadsomwalling, de zogenaamde "Vrijheid van Maastricht", behoorde tot de tweeherige Luiks-Brabantse jurisdictie. De hoofdstraten door de stad vielen eveneens onder de tweeherigheid. Bij de Maas was het de brug die de rivier verdeelde: bovenstrooms viel zij onder de bisschop van Luik, benedenstrooms onder Brabant.
Buiten de ommuurde stad was de situatie al even gecompliceerd. De Vroenhof zette zich buiten de stadsomwalling voornamelijk in zuidwestelijke richting voort tot het gehucht Heukelom. Ten noorden ervan lag de heerlijkheid Pietersheim (waartoe het gehucht Caberg behoorde); ten zuiden lag de Luikse heerlijkheid Sint Pieter. Op de oostelijke Maasoever lag de bank Heer, een van de elf banken van Sint-Servaas. De rechtsgeschiedenis ervan is vrij goed gedocumenteerd. De andere banken in deze omgeving, Heugem, Borgharen en Itteren-Meerssenhoven, zijn nog nauwelijks bestudeerd (Itteren en Meerssenhoven vormden waarschijnlijk één bank). Elk rechtsgebied beschikte over zijn eigen schepenbank, soms ook over een eigen rechtszaal, gevangenis en terechtstellingsplaats.

### Het Brabants en het Luiks hooggerecht in het tweeherige Maastricht
De tweeherigheid van Maastricht bracht met zich mee dat de magistraat (het stadsbestuur) samengesteld moest zijn uit evenveel bestuurders van Maastrichts-Luikse, als van Maastrichts-Brabantse geboorte (nativiteit). Daarom telde het stadsbestuur een Brabantse en een Luikse schepenbank en een Indivieze Raad, waarvan het aantal leden (schepenen, gezworenen, burgemeesters, secretarissen en peymeesters) steeds voor beide nativiteiten even groot moest zijn. Wel varieerde de samenstelling van het bestuur in de loop der eeuwen, naarmate sommige groepen (met name de ambachten) aan politieke macht verloren. Van de vroegmoderne tot de Franse Tijd bestond het stadsbestuur uit een Luikse en een Brabantse hoogschout, een burgemeester van Luikse en een van Brabantse zijde, tweemaal zeven schepenen en tweemaal vier (later elf of twaalf) gezworen 'raden'. Zij werden terzijde gestaan door een Luikse en een Brabantse secretaris voor het Hooggerecht, een Luikse en een Brabantse secretaris voor het Laaggerecht, een Luikse en een Brabantse pensionaris en voor elke nativiteit een peymeester (belasting-inner). Gezamenlijk vormden ze de Indivieze (= ongedeelde) Raad, het volledige stadsbestuur. De magistraatsleden behoorden tot een beperkt aantal regentenfamilies, die de verschillende ambten onder elkaar verdeelden.
| |  |  |
| Schoorsteenstukken in het Stadhuis van Maastricht met allegorische voorstellingen van de dubbele jurisdictie (Theodoor van der Schuer, 1704-1705) |  |  |

| |  |  |
| Twee regenten en tegenpolen in de Maastrichtse politiek in de late 18e eeuw. Links; Jan Hubert van Slijpe, Brabants schepen (1762-1772) en vice-hoogschout (1781-1789). Rechts: Willem Hendrik van Panhuys, Brabants schepen (1766-1768, 1770-1774) en commissaris-instructeur (1773-1795) |  |  |

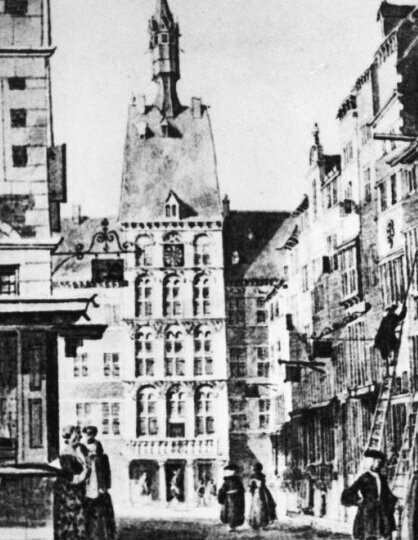
Detail van een prent van de Grote Staat (Jan de Beijer, ca. 1750). Centraal: het Dinghuis, zetel van het Luiks en Brabants hooggerecht, ca. 1377-1664

In 1224 is voor het eerst sprake van een Brabantse en Luikse schepenbank, elk bestaande uit zeven schepenen. De schout was voorzitter van het hooggerecht en aanklager, maar nam geen deel aan de beraadslagingen. Of men zich tot de ene of de andere schepenbank moest wenden, hing af van de 'nativiteit' (geboorte, nationaliteit) van de rechtzoekenden, die erfelijk was (via de moeder). Gemiddeld was slechts een kwart van de bevolking van Luikse geboorte. Een geding tussen personen van verschillende nativiteiten werd voor de gezamenlijke schepenbanken gevoerd, volgens het principe "des man, des ban". Aanvankelijk waren de schepenen belast met zowel de hoge en lage rechtspraak, als het bestuur en de administratie van de stad. Dat laatste, alsmede een deel van de lage rechtspraak, werd geleidelijk overgenomen door de burgemeesters en gezworenen, die eveneens tweeledig waren samengesteld uit Luikse en Brabantse burgers. Terwijl schouten en schepenen typische vertegenwoordigers van het soevereine gezag waren, vertegenwoordigden burgemeesters en gezworenen de burgerij. Laatstgenoemden kwamen vanaf circa 1377 samen in "De Lanscroon" en "De Liebaert" in de Grote Staat. De schepenbank was vanaf die tijd gevestigd in het Dinghuis aan de Kleine Staat.
Vanaf 1430 namen de hertogen van Bourgondië in het Maastrichtse bestel de plaats in van de Brabantse hertogen, en vanaf 1482 de Habsburgse vorsten, zonder dat er voor de stad veel veranderde. Dat was wel het geval in 1579, toen de stad werd ingenomen door Parma. In 1580 werd een veel autocratischer systeem ingevoerd, waarbij de ambachten alle invloed verloren. Na de inname van de stad door Frederik-Hendrik traden de Staten-Generaal in de rechten van de Brabantse hertogen. Voortaan moesten alle ambten van Brabantse zijde, ook dat van hoogschout, door protestanten worden ingevuld. Dat die een minderheid vormden in het overwegend katholieke Maastricht, maakte geen verschil. Aan Luikse zijde veranderde er in 1632 niets, dus een katholiek kon na 1632 nog steeds Luiks schout of schepen worden, mits hij de Luikse nativiteit bezat. Wie van huis uit Brabants-Maastrichts was en voor zijn nageslacht een bestuurlijk ambt ambieerde, huwde een meisje van Luiks-Maastrichtse afkomst. Haar kinderen kregen immers de Luikse nativiteit. In de achttiende eeuw lieten de hoogschouten, die meestal niet in Maastricht woonden, zich vervangen door vice-hoogschouten uit de plaatselijke burgerij. Vrijwel alle hogere posities werden toen ingenomen door leden van Maastrichtse regentenfamilies, meestal niet meer dan tien, die bovendien door onderlinge huwelijken sterk verwant waren.
De inname van Maastricht door het Franse revolutionaire leger in november 1794 en de inlijving bij Frankrijk in mei 1795, maakten een einde aan het tweeherige bestel. Na een overgangsperiode had Maastricht vanaf 1800, net als elke Franse stad, één burgemeester (maire genoemd), bijgestaan door een mede-burgemeester (adjoint). Gemeenteraadsleden werden tot de invoering van de Gemeentewet in 1851 aangeduid als schepenen. De functie van schout/hoogschout verdween in 1795.

## Lijsten van hoge ambtsdragers per rechtsgebied
Uit de twaalfde eeuw zijn de namen van drie schouten bekend: Arnoldus, in 1133 vermeld als villicus, Bertholdus, in 1139 eveneens villicus genoemd, en Reinerus, in 1159 aangeduid als dives et scultetus. Niet bekend is of zij schout waren van de hele stad (in dat geval als representanten van de Duitse keizers; de Brabantse hertogen kregen pas na 1204 invloed in Maastricht) of dat er toen ook al schouten in dienst van de Luikse bisschoppen waren.

### Ambtsdragers van het Luiks hooggerecht te Maastricht
De Luikse schepenbank vergaderde aanvankelijk in de westbouw van de Onze-Lieve-Vrouwekerk, waarbij mogelijk recht gesproken werd in de open lucht op een platform bij het oostkoor. Vanaf 1377 vergaderden de Luikse (en de Brabantse) schepenen achtereenvolgens in het Dinghuis, de Poort van Gaveren (tussen 1632 en 1642), de Poort van Rekem (na 1642; onzeker) en ten slotte in het Stadhuis op de Markt (vanaf 1664).
Onderstaande namenlijst van het Luikse hooggerecht te Maastricht is deels gebaseerd op de lijst samengesteld door de rijksarchivaris en publicist Pierre Doppler (1861-1938). Zijn artikel verscheen in 1920 in De Maasgouw (zie: Geraadpleegde literatuur). Doppler benadrukte dat het om een eerste aanzet ging. Hoewel sindsdien aangevuld is de lijst nog verre van volledig en vraagt om verbetering en aanvulling.
| Vermelding | Schouten                                                                                     | Schepenen | Overige ambten |
| ---------- | -------------------------------------------------------------------------------------------- | --- | --- |
| 1245       | Henricus                                                                                     | 1. Henricus de Molendino 2. Willelmus 3. Renerus Manegolt 4. Arnoldus Colsop 5. Baldewinus 6. Baldewinus Crans                                                                                 | |
| 1267-1297  |                                                                                              | Johannes Sweef/Suevus/van der Swaf | |
| 1283-1288  | Jan van Millen                                                                               | | |
| 1316       | Lambertus de Rolingen                                                                        | 1. Johannes Flormanni 2. Lodewicus Caseus 3. Wilhelmus de Mersene 4. Gosuinus Bruke 5. Renerus de Berne                                                                                        | |
| 1318-1339  | Henricus Kestelman                                                                           | 1. Wolterus de Hoegem 2. Arnoldus de Haen 3. Johannes de Hese 4. Johannes Gruter 5. Florentius de Leopardo 6. Johannes de Mulken 7. Johannes Quode                                             | |
| 1356       | Filip van Herderen                                                                           | 1. Wouter van Hogen (Heugem?) 2. Johan van Hees 3. Johan Gruter 4. Florentius de Leopardo 5. Johan van Mulcken 6. Johan van Margraten 7. Johan de Missia 8. Henricus de Montenaken (1358-1381) | |
| 1375       | Theodericus de Bodingen                                                                      | 1. Rutgherus de Viseto 2. Lambertus de Kestele (1368, 1375) 3. Henricus de Montenaken 4. Everardus de Vernenholt (1368, 1375) 5. Gerardus de Marcha 6. Philippus de Herke 7. Paulus de Spauden | |
| 1388       | Johannes van den Ceysseers                                                                   | | |
| 1389       |                                                                                              | 1. Johan van den Hertee 2. Godart van Hese 3. Reynerus van Eytzenrode 4. Godenuel van Spauden 5. Machgiel Neven (1389, 1411) 6. Henriet van Sinte Aghten 7. Johannes van Aken                  | |
| 1391-1394  | Johan van Bloemendale                                                                        | | |
| 1399, 1406 |                                                                                              | | Henric van Riemst (peymeester)                                                                                           |
| 1411       |                                                                                              | 1. Theodoricus Thonis 2. Henricus de Bemelen 3. Willem van den Campe 4. Johannes van Hegge 5. Johan Bloemendale (1411, 1425)                                                                   | |
| 1414       |                                                                                              | 1. Johannes van Hese (1414, 1421) 2. Johannes de Leodio (1414, 1418) 3. Hermannus de Hese (1414, 1420) 4. Nicholaus de Liebeke (1414, 1424) 5. Theodericus de Lamboy (1414, 1426)              | |
| 1417-1424  | Anthonys Ysermans                                                                            | 1. Johannes de Brede (1417, 1424) 2. Johannes de Leodio (1414, 1418) 3. Egidius Gilardi (Gilarts) 4. Arnold de Molendino 5. Mathees Dunnen (1420, 1424)                                        | |
| 1424-1426? | (...) Meeuwen (Meewen)                                                                       | | |
| 1426-?     | Gerardus de Leodio                                                                           | | Ghysbrecht de Montenaken (peymeester, 1433)                                                                              |
| ca. 1475   | Thewalt van Royde                                                                            | | Arnolt/Art Clut (peymeester, 1474, 1475)                                                                                 |
| 1478       | Peter Broetz?                                                                                | | |
| 1495       |                                                                                              | | Petrus de Cadier (secretaris, vermeld in 1495)                                                                           |
| 1504-1522  | 1. Laurens Meijs/Meys 2. Diederick Broetz                                                    | | |
| 1560       |                                                                                              | Wilhem Weertz | |
| 1570-1574  | Hendrik Schillinx                                                                            | | |
| 1577       | Nicolaas van Blitterswyck                                                                    | | |
| 1580       |                                                                                              | 1. Vrient Vrients 2. Jan van de Weyer 3. Laurens Tholen 4. Bernard van Aust 5. Aert in 't Broeck 6. Joan van Riempt 7. Servaes Haegen                                                          | |
| ?-1593     | Art uut den Broeck, genaamd Samson (vice-hoogschout)                                         | | |
| 1593-1644  | 1. Vrint Vrints/Vriendt Vriendts (vice-hoogschout, 1593) 2. Willem Selle (schout, 1595-1619) | 1. Mathijs Hermans (1604-1613) 2. Andries Vaes (1606-1612) 3. Lambrecht van Heer (1610-ca. 1646) 4. Daniel Proenen (1612-1616)                                                                 | 1. Peter de Porta (secretaris, 1616) 2. Lodewyck Loyens (secretaris tot 1640) 3. Petrus Duysters (secretaris vanaf 1640) |
| 1644-1659? | lic. Claude Ernest de Montaigne                                                              | | Lodewyck Loyens (secretaris in 1650, 1667)                                                                               |
| voor 1673  | Theodoor van Brienen                                                                         | | |
| 1691-1693  | Andreas Gabriël de Montaigne                                                                 | | |
| 1693-1710? | Hubert Jacques de Montaigne                                                                  | Lambert van Hees | |
| 1704       | Philip van der Waegen (schout)                                                               | | |
| 1714, 1716 |                                                                                              | Philippus Kerens | |
| 1730-1755? | lic. Godefridus Augustinus Collette (vice-)hoogschout (?)                                    | Jacob van Brienen (1730, 1732, 1738) | |
| 1738       | Jacob Ignatius baron de Surlet, graaf de Liedekercke (hoogschout)                            | | |
| 1755?      | jhr. Carel van Brienen                                                                       | 1. lic. Joannes Petrus Membrede (1756) 2. L. van Hees (1760) 3. mr. S.I.P. Munix (1760) 4. Philippus Josephius Kerens (1762, 1764, 1780, 1788) 5. lic. F.H. Booten (voor 1768)                 | |
| 1774-1793? | Philippus Josephius Kerens (vice-schout)                                                     | 1. Charles Clément Roemers 2. Andreas Bernard (ca. 1780) 3. André Charles Membrede (1780, 1783) 4. Matthias Aloysius Kerens (ca. 1780)                                                         | Willem Hubertus Cruts (peymeester, 1774)                                                                                 |

### Ambtsdragers van het Brabants hooggerecht te Maastricht
Waar de Brabantse schepenen van Maastricht aanvankelijk hun zittingen hielden, is niet met zekerheid bekend. Mogelijk werd gebruik gemaakt van het Bergportaal van de Sint-Servaaskerk, de Hoge Leenzaal van de proosdij of een ander gebouw in het Sint-Servaascomplex. Vanaf 1377 vergaderde de Brabantse (en de Luikse) schepenbank achtereenvolgens in het Dinghuis, de Poort van Gaveren (tussen 1632 en 1642), de Poort van Rekem (na 1642; onzeker) en ten slotte in het Stadhuis op de Markt (vanaf 1664).
Onderstaande namenlijst van het Brabants hooggerecht te Maastricht is deels gebaseerd op de lijst samengesteld door de rijksarchivaris en publicist Pierre Doppler (1861-1938). Zijn artikel verscheen in 1920 in De Maasgouw (zie: Geraadpleegde literatuur). Doppler benadrukte dat het om een eerste aanzet ging. Hoewel sindsdien aangevuld is de lijst nog verre van volledig en vraagt om verbetering en aanvulling.
| Vermelding      | Schouten | Schepenen | Overige ambten |
| --------------- | --- | --- | --- |
| 1245            | Godefridus | 1. Henricus Caseus 2. Thilomannus 3. Johannes 4. Balduinus Caseus 5. Floremannus | |
| 1257-1270       | Arnoldus Cangart (1264) | 1. Baldewinus de Molendino (1257) 2. Godefridus Oze (1257, 1268) 3. Daniël, zoon van Godefridus Florentius (1257, 1267) 4. Arnoldus Cangart (1263) 5. Henricus Grinyart (1263) 6. Gerardus Gosmari filius (1267, 1274) 7. Joannes Suevus (1267-1296) 8. Baldewinus Craus | |
| 1270-1279/1294? | 1. Ogier van Haren (Ogerus de Haren) 2. Godefridus de Fughte/Fugis | 1. Daniel Florench (1271) 2. Godefridus Florench (1271) 3. Gerardus de Mulinghien (1276) 4. Johannes de Mulinghien (1274, 1276) 5. Baldewinus Caseus (1274-1305) 6. Renerus (1278) 7. Olbertus Colsop (1278-1315) 8. Godefridus de Montenaken (1285) 9. Godefridus Christophori (1285) 10. Robertus de Moneta (1288) 11. Bruno (1289) 12. Johannes Borneken (1291-1305) | |
| 1296-1299       | Herbertus (de Yseren?) | 1. Herbertus de Yseren (1297-1309) 2. Henricus de Yseren | |
| 1306-1311       | Lambertus Grinyart | 1. Lambertus Grinyart (1306-1310) | |
| 1316            | Lambertus de Rolingen | 1. Johannes Flormanni 2. Lodewicus Caseus 3. Wilhelmus de Mersene 4. Gosuinus Bruke 5. Renerus de Berne | |
| 1317-1326       | Henricus de Loe/Loy | 1. Henricus de Yseren (1326-1351) 2. Florentius de Yseren | |
| 1338-1351       | 1. Arnoldus Nuest (Nuyst) | 1. Reynerus de Rosis (1339-1351) 2. Nicholaus de Heere (1339) 3. Nicholaus de Mauro 4. Florencius de Vinea 5. Egidius de Heppenart 6. Wynandus de Cigno | |
| 1356            | Reinier de Rosis | 1. Arnold Miest 2. Colijn van Fraipont 3. Florentius van de Wijngaard 4. Winand van de Zwaan 5. Gobelinus van het Rode Schild 6. Nicolaas de Mauro jr. 7. Johannes Sack (Zak, Sach) de Wyck (ook vermeld in 1379) | |
| 1363-1364       | Reinoud Thoreel van Bernau | | |
| 1370-1371       | Nicolaas I Hoen ("Claes Hoen") | 1. Reinoud Thoreel van Bernau (1371, 1379) 2. Everardus de Verrheyt (1371) 3. Arnoldus Nuyst (1371) | |
| 1371-1404       | 1. Herman II Hoen ("ridder Herman Hoen de Bruecke"; hoogschout) 2. Renerus van Berghe 3. Symon Schaefdriesch (vice-schout, 1380) 4. Florens Welde (vice-schout?, 1390) 5. Goeswijn van Montenaken | 1. Florens Welde 2. Johan van Juyloymont (Julémont?) (1390, 1392) 3. Servaes van Mulcken 4. Johan Sack 5. Henric van Cleermont 6. Johan van Here (1390, 1392) 7. Godart van Vleytingen 8. Henric van Sint Aechten (1392, 1397) 9. Mathees Dunnen (1397, 1414) | Godart Gans (peymeester, 1399-1400)                                                                                              |
| 1404-1413       | 1. Nicolaas II Hoen ("ridder Nicolaes Hoen de Bruecke"; hoogschout) 2. Henric Elman (vice-schout, voor 1413)                                                                                      | Jacob Happart (1411) | |
| 1413-1421       | 1. Guilliëlmus (Guillaume) de Merode (hoogschout) 2. Jacob Happart (vice-schout, 1413-1419/1427?)                                                                                                 | 1. Mathees Dunnen (1397, 1414) 2. Pauwels van den Byessen (1414) 3. Godenulus (1415) 4. Jacob Happart (1419, 1426) | |
| 1421-1427       | Nicolaas II Hoen | | |
| 1428-1442       | Johan III van Wittem ("Jan (Jean) van Wittem") | 1. Godart van Warwelle (1428) 2. Gerart Clut (1435, 1437, 1438, 1440) 3. Servaes Kippe (1435, 1437) 4. Henrich Bovier (1438) 5. Arnolt Clut (1440) | |
| 1437            | Andries Huyn van Amstenrade | | |
| 1442-1463       | 1. Dirck van Pallandt, hoogschout 2. Willem van den Biesen, viceschout? (1442-1466) | 1. Gerart Clutten (1417-1452) 2. Dierick Lamboy (1450, 1453) 3. Johan Bovyer (1450, 1453, 1456, 1459) 4. Johan Penre (1453) 5. Gielis van der Sargien (1453, 1458) 6. Cornelys van Dyepenbeke (1453, 1456) 7. Goedart Warwelle (1456, 1458) 8. Johan Clut (1457, 1477) 9. Wilhem van den Biessen (1450-1459) | |
| 1463-1503       | 1. Frederik van Wittem, erfmaarschalk van Limburg 2. Johan Clut in 't Gruythuys (vice-hoogschout, 1478) 3. Cornelis van der Sargien (vice-hoogschout, 1486-1503)                                  | 1. Johan Clut (1457, 1477) 2. Dyerich Wolff (1466) 3. Gielis van der Sargien (1467, 1478) 4. Loy(e) van Borne (1467, 1469) 5. Peter Tyloy/Tylore (1469, 1473) 6. Dirrik Voerse (1470) 7. Johan van Hese (1470) 8. Heynrick van Gellick (1470, 1478, 1489, 1493, 1504) 9. Arnt van Noertbeeck (1473) 10. Johannes van Erven (1477) 11. Servoes Quadest (1477) 12. Arndt van der Moelen (1477) 13. Arnt Brandenburch (1478, 1493, 1498, 1504) 14. Gielys van Reymerstock (1485) 15. Willem Spinde (1485) 16. Reyner Proenen (1489) 17. Conraert in die Hage (1493) 18. Dieryck Broetz (1494) 19. Goerdt van der Moelen (1494) 20. Hellinck Havet (1500, 1506) 21. Geurt Prenten alias Clut (1500, 1505) 22. Hendrik Huyn van Amstenrade (1477-1496) | 1. Cloes Daems (secretaris, voor 1484) 2. Andries Daems (secretaris, na 1484)                                                    |
| 1503-1516       | Egidius (Gieles/Gilles) van Reymerstock (hoogschout) | 1. Hellinck Havet (1500, 1506) 2. Geurt Prenten alias Clut (1500, 1505) 3. Jan van Eynatten (1504, 1506) 2. Goert van der Moelen (1504) | |
| 1516-1527       | Conrardus (Conrad) van Gaver(en) (hoogschout) | Peter Broets (1516, 1528, 1530) | |
| 1537-1539       | Gerard (Gérard) van Ghoor (schout) | Servaas van der Heyden (voor 1538) | |
| 1540-1554       | Andries van Pallandt (hoogschout of vice-hoogschout) | | |
| 1554-1565       | Christiaen van Eynatten | | |
| 1565-1577       | jonker Gerard van Strythagen | Conrardt in di Haghe (1576). | |
| 1579-1603       | Jacob Maes | 1. Lambert van der Hoeven (1580) 2. Gillis Ruysschen (1580, 1584) 3. Olivier Thoreels (1580) 4. Willem van Buell (1580) 5. Lambert Thylloye (1580) 6. Johan Kaenen (1580) 7. Gerard van Meer (1580) 8. Laurens Meys (vanaf 3 oktober 1580) | Frans van der Meulen/Molinaeus (secretaris, 1583)                                                                                |
| 1603-1607       | 1. Jan (Jean) van Hildernisse 2. Geraert Dries (vice-hoogschout (1612-1613) | 1. Gerard Dries (1612) 2. lic. Andries van Buel (1600-1620) 3. Reyner van Raede (1607-1615) 4. Jan Reyers (1612, 1616, 1619) 5. Andries van Eyck (1612) 6. Gillis Ruyschen | 1. Dirk Verheyden (secretaris, 1600-1615?) 2. Jan Reyers (peymeester, 1613, 1615)                                                |
| 1612-1613       | Gérard Dries, vervangend schout. | | |
| 1613-1624       | lic. Ambrosius (Ambroise) de Booms | Andries van Buel (1600-1620) | mr. Dirck Verheyden (secretaris, 1600-1615?) 2. Jan Reyers (peymeester, 1613, 1615)                                              |
| 1631-1632       | Arnold (Arnoult) Verheyen | | |
| 1639            | (...) de Jonckheer(?) | | |
| 1645-1662       | Johan Groulart | Johan Ruse (ca. 1658) | |
| 1664-1674?      | Steven Groulart | Bartholomeus Pyl (ca. 1666) | |
| 1674            | Jacques (van) Ophoven | Christoffel Mouwen (1686) | 1. Michel de Lovinois fosse (secretaris, 1674) 2. Mangelschot (secretaris, 1676) 3. Gaspar van Hogendorp (secretaris, 1679-1691) |
| 1696-1720?      | Willem de Quade (vice-hoogschout) | Jacob van den Heuvel (1698) | 1. mr. Jacob Martini (secretaris, 1691-1710) 2. mr. Jan (Johan) Lemker (secretaris, 1710-1732)                                   |
| 1720-1730       | 1. Hendrik Adolf Bentinck 2. Frédéric Louis Rambonnet (vice-hoogschout) | | |
| 1730-1732       | 1. Hendrik Adolf Bentinck 2. mr. Abraham Barbarenus van Dijck (vice-hoogschout) | | |
| 1732-1734       | 1. Hendrik Adolf Bentinck 2. mr. Abraham van den Heuvel (vice-hoogschout) | 1. mr. Govert van Slingelandt 2. Hendrik Aemilius van Panhuys (1729) | mr. Govert van Slingelandt (secretaris)                                                                                          |
| 1734-1754?      | Frederik Willem Torck 2. mr. Abraham Barbarenus van Dijck (vice-hoogschout, voor 1738) 3. mr. Johan Jacob Lewerixveld (vice-hoogschout, 1738-1755?)                                               | 1. Godert van Slijpe (ca. 1734-1752) 2. Laurens Ghysen (1750) | mr. Hendrik Æmilius van Panhuys (secretaris, 1738-1771)                                                                          |
| 1754?-1793      | 1. Assuerus Jan Torck 2. mr. Willem Frederik de Jacobi (vice-hoogschout, 1755-1781) | 1. mr. Abraham George Pillera (ca. 1760-1790) 2. Willem Hendrik van Panhuys (1766, 1770, 1772) | 1. mr. Hubert Æmilius van Panhuys (secretaris) 2. Laurens Kleynen en Hendrik Jentis (landmeters)                                 |
| 1793-1794       | Willem Anne van Spaen la Lecq} | | |

### Ambtsdragers van het hooggerecht van de Vroenhof
Het Graafschap van de Vroenhof was een Brabants leen. Het lag deels in de stad, maar strekte zich buiten de stadsmuren uit over een veel groter gebied. In de stad beschikte de schepenbank van de Vroenhof over een eigen bestuurscentrum, gevestigd in de Hof van Lenculen in de Tongersestraat. Na de verwoesting van dit gebouw in 1579 verhuisde de schepenbank, na enige omzwervingen, naar het Statenhuis op de hoek Vrijthof-Statenstraat. De Vroenhof beschikte over het muntrecht en over een eigen galgenplaats op de Dousberg. Het ambt van schout van de Vroenhof werd vaak gecombineerd met dat van hoogschout bij het Brabants Hooggerecht. Vanaf 1502 werden deze ambten administratief strikter gescheiden, hoewel ze soms toch nog door dezelfde persoon vervuld werden. Ook de schepenen werden soms gerekruteerd  uit die van het Brabants Hooggerecht, met dit verschil dat de schepenen van de Vroenhof voor het leven werden benoemd.
Onderstaande namenlijst van het Hooggerecht van de Vroenhof is deels gebaseerd op de lijst samengesteld door de rijksarchivaris en publicist Pierre Doppler (1861-1938). Zijn artikel verscheen in 1920 in De Maasgouw (zie: Geraadpleegde literatuur). Doppler benadrukte dat het om een eerste aanzet ging. Hoewel sindsdien aangevuld is de lijst nog verre van volledig en vraagt om verbetering en aanvulling.
| Vermelding | Schouten | Schepenen | Overige ambten |
| ---------- | --- | --- | --- |
| 1264       | Arnoldus Cangart (1264) | 1. Godefridus genaamd Dives 2. Baldewinus de Molendino 3. ridder Henricus Grinyart 4. Renerus zoon van Conradus 5. Wiricus Alabs 6. Hesselinus de Montenaken 7. Godefridus Suevus | |
| 1301-1311  | Philippus de Libra (rentmeester) | | |
| 1330-1335  | Arnoldus Nuest | 1. Florentius de Vinea 2. Johannes de Libra 3. Marsilius de Montenaken 4. Henricus de Yseren 5. Wynandus de Cigno 6. Gerardus de Rosis 7. Arnoldus Nuest 8. Nycholaus de Mauro | |
| 1393       | | Reynaert Huyn van Amstenrade | |
| 1403-1404  | Herman II Hoen ("ridder Herman Hoen de Bruecke") | | |
| 1422-1428  | Lambrecht van den Bossche | 1. Henricus Bavier (Heynrich Bovier/Bovyer) 2. Mathees Dunnen 3. Johannes Peters van Valkenborch 4. Goedart Warwellis 5. Laureyns Haybayken (Haaybeyken) 6. Pouwels van den Biessen (= Paulus de Juncte?) 7. Bartholomees Warwel 8. Gerart Clut (Clutten) 9. Cloes van den Liebarde | |
| 1432-1441  | Henrich Bovier | 1. Laureyns Haybayken 2. Pouwels van den Biesen 3. Bartholomees van Warwelle 4. Gerart Clut 5. Andries van Gelke 6. Wilhelm van Mulcken 7. Johan Clut 8. Johan Oyslinger 9. Ghielis Otten 10. Goert Happart (1439, 1441) | Gerart Clutten (peymeester)                                                                                              |
| 1445-1446  | Laureyns Haybayken | 1. Gerart Clut 2. Johan Clut 3. Wilhem in die Hage 4. Frederik van Reymerstock 5. Johan Bavier 6. Goert van Warwelle | |
| 1455-1483  | 1. Johan Clut ("den Alde in de Heppenart") 2. Johan Clut ("int Gruythuys") (1467-1477) | 1. Wilhem in die Hage 2. Frederik van Reymerstock 3. Johan Bavier 4. Goedart van Warwelle 5. Gielys van der Sargien (Sargen) 6. Wilhem van den Biessen 7. Johan Heutz ten Goeswynstorne 8. Johan Clut int Gruythuys 9. Henrich van Amstenroede 10. Geert Prenten alias Clut 11. Hendrik Huyn van Amstenrade (1477-1496) 12. Heynrick van Gellick (1480, 1483) 13. Heynrick van Ophem (1480, 1483) | |
| 1484-?     | Gielis van der Sargien | 1. Johan Clut int Gruythuys 2. Henrich van Amstenroede (1467, 1474, 1484) 3. Heynrick van Gellick (1480, 1483) 4. Heynrick van Ophem? (1480, 1483) 5. Conrart in die Haege (1484) 6. Arnolt Brandeberch (1484) 7. Gielis Coerenscuyder (1484) | |
| 1500-1516  | Geert Prenten alias Clut | 1. Henrick van Gellick by den Vrythof 2. Coenraert in die Hage († 1515) 3. Aert van Brandenborch 4. Hellincx Havet 5. mr. Cloes Daems 6. Henricus de Asch | |
| 1516-1541  | mr. Cloes Daems | 1. Frederick van Reymerstock 2. Johan van Eynatten 3. Servaas van der Heyden. | |
| 1549-1572  | Christiaen van Eynatten Tevens Brabants hoogschout (1554-1565). | 1. Wilhelm Weertz 2. Conrart Thoreels | Johan Crieckelman |
| 1579-1600  | Jacob Maes | 1. Gerit van Cortenbach (voor 1580) 2. Lyebrecht Tyloye 3. Johan Haupeaus 4. Jeronimus Stas | 1. Gilis Ruysschen (peymeester, 1580) 2. mr. Dierick Verheyden (secretaris)                                              |
| 1613-1631  | lic. Ambrosius de Booms | Nicolaes Olislagers | |
| 1631-1632  | Arnold (Arnoult) Verheyen | lic. Petrus Stas | |
| 1641-1659  | Johan Groulart | Pieter Issac (Isaacq) van Naerbrouck | |
| 1662-1693? | Steven Groulard | 1. Peter Noyen (1670) 2. Willem de Quade (1679) 3. Theodorus van den Heuvel (1681) | mr. Jacob Martini (secretaris)                                                                                           |
| 1693-1708? | 1. Eusebius Burkard Bentinck 2. Willem de Quade (vice-hoogschout, tot 1722) | 1. Jacob van den Heuvel (voor 1702) 2. Johan van Lith 3. Wernerus Barbarenus van Dyck (1703-1746) 4. Johan Ghysen (voor 1704) 5. Philippus Bogaart (1704-1723) 6. Nicolaes Rotschoeck (voor 1706) 7. mr. Adriaan Hendrik van Slijpe (1706-1713) 8. Frederik Wuesten (voor 1706) 9. Peter Hermes (1706-1721) 10. Christoffel Mouwen (voor 1707) 11. mr. Quirinus Collard (1707-1757) | |
| 1708-1734  | 1. Hendrik Adolf Bentinck 2. mr. Nicolaas Ghysen (vice-hoogschout, 1722-1732) 3. mr. Abraham van den Heuvel (vice-hoogschout, 1732-1751) | 1. Servaas van Panhuys (voor 1710) 2. Wernerus Breberenus van Dyck (1703-1746) 3. Philippus Bogaart (1704-1723) 4. mr. Adriaan Hendrik van Slijpe (1706-1713) 5. Pieter Hermes (1706-1721) 6. mr. Quirinus Collard (1707-1757) 7. Andries Matthijs Hesselt van Dinter (1710-1732) 8. mr. Isaac van Slijpe (1713-1731) 9. Willem Isacq (voor 1720) 10. mr. Hendrik Æmilius van Panhuys (1720-1752) 11. mr. Abraham van den Heuvel (1721) 12. mr. Pieter Bogaart (1723-1753) 13. mr. Johan Willem van Mengerssen (1731) 14. mr. Pieter Boomhouer (1732-1758) 15. mr. Reynier Willem Daniël Pillera (1732)                                                                                            | 1. mr. Jan Lemker (secretaris, 1710-1732) 2. Johan Delom (landmeter)                                                     |
| 1734-1754  | 1. Frederik Willem Torck 2. mr. Abraham van den Heuvel (vice-hoogschout, 1732-1751) 3. mr. Jan Bogaert (vice-hoogschout, 1751-1755) | 1. Wernerus Breberenus van Dyck (1703-1746) 2. mr. Quirinus Collard (1707-1757) 3. mr. Hendrik Æmilius van Panhuys (1720-1752) 4. mr. Pieter Bogaart (1723-1753) 5. mr. Pieter Boomhouer (1732-1758) 6. Franco van der Cracht (1746-1758) 7. Adrien Pelerin (ca. 1750) 8. mr. Hubert Æmilius van Panhuys (1752-1790) 9. mr. Pieter Bogaert jr. (1753-1789) | 1. mr. Hendrik Æmilius van Panhuys (secretaris, 1738-1771) 2. Laurens Kleynen en Hendrick Jentis (landmeters)            |
| 1754-1793  | 1. Assuerus Jan Torck 2. mr. Willem Frederik de Jacobi (vice-hoogschout, 1755-1781) 3. mr. Abraham Jacob de Jacobi (vice-hoogschout, 1781) 4. mr. Jan Hubert van Slijpe (vice-hoogschout, 1781-1789) 5. Quirinus Alexander Collard (vice-hoogschout, 1789) | 1. mr. Quirinus Collard (1707-1757) 2. mr. Pieter Boomhouer (1732-1758) 3. Franco van der Cracht (1746-1758) 4. mr. Hubert Æmilius van Panhuys (1752-1790) 5. mr. Pieter Bogaert jr. (1753-1789) 6. mr. Abraham Quirinus Collard (1757) 7. Johan Hubert van Slijpe (1758) 8. mr. Andreas Lodewyk Pelerin (1758-1778) 9. mr. R.W. Pillera (voor 1760) 10. mr. Abraham George Pillera (1760) 11. Jan Hubert van Slijpe (1762) 12. mr. Johan Hendrik van Slijpe (voor 1778) 13. mr. Petrus van Slijpe (1778) 14. mr. Albert Carel Hesselt van Dinter (1778) 15. mr. C. de Jacobi (voor 1786) 16. Pieter Babut Desmares (1786) 17. George Hollard (1789) 18. Jan Anthony Christiaen van Panhuys (1790) | 1. Pierre Byar (landmeter, 1762) 2. mr. Hubert Æmilius van Panhuys (secretaris) 3. Johan Pieter Cramer (landmeter, 1772) |
| 1793-1794  | Willem Anne van Spaen la Lecq | | |

### Ambtsdragers van het hooggerecht van Sint Pieter
Van het hooggerecht van Sint Pieter is niet zeker of het na 1468 nog bleef bestaan. Het verwoeste dorp werd door Karel de Stoute onder de jurisdictie van het Luiks hooggerecht te Maastricht gesteld, maar niet duidelijk is of de dorpelingen, die bij de bisschop van Luik bezwaar aantekenden, erin slaagden hun relatieve vrijheid te herwinnen. Het inzweren van de schepenen vond plaats op de stadsmuur van de Nieuwstad, vanouds Sint Pieters territorium. Mogelijk stond hier het oorspronkelijke dinghuis en munthuis.
| Vermelding    | Schouten                                                                                                | Schepenen | Overige ambten |
| ------------- | --- | --- | -------------- |
| 1294-1295     | 1. ridder Godefridus de Colmont 2. Henricus de Vuchte 3. Goeswinus Brule 4.Wilhelmus de Sancto Servacio | 1. Johannes filius Lamberti 2. Johannes Ortulanus 3. Walterus Carpentarius 4. Walterus Molendinarius 4. Giselbertus 5. Jacobus                                                       |                |
| 1302          | ridder Henricus de Lichtenberg                                                                          | 1. Johannes filius Lamberti 2. Johannes super Lacum 3. Wilhelmus de Sancto Servacio 4. Stassulus de Cruce 4. Godefridus filius Giselberti 5. Mathias de Lacu 6. Johannes de Hembemes |                |
| 1318          | Goesewinus de Egelrode                                                                                  | 1. Johannes de (H)Embenes 2. Johannes Strampart |                |
| 1338          | Henricus Kestelman                                                                                      | 1. Johannes Snackart 2. Lambertus de Canne 3. Henricus Kestelman jr. 4. Henricus de Lichtenborch 5. Rykolphus Quoede de Here 6. Johannes Quoede de Here                              |                |
| 1344-1348     | 1. Lambertus Lamboy 2. Lambertus de Canne                                                               | |                |
| 1351          | Arnoldus Kestelman jr.                                                                                  | |                |
| ca. 1360-1380 | | Henricus de Montenaken |                |
| ca. 1380      | Johannes van Basilisbur/Basilisborn                                                                     | |                |
| ca. 1423-1467 | | 1. Olof Happart 2. Ghysbrecht de Montenaken (1426, 1427) |                |
| 1442          | Oloff Happart                                                                                           | 1. Dierick Lamboy 2. Dierich Knoup 3. Oloff Happart 4. Godennel val Elderen 5. Johan Wilhelms van Eymaele (Eben-Emael) 6. Loye Strijker 7. Johan Dwenglant                           |                |
| 1489          | Dieryck Broetz                                                                                          | 1. Goert Hoen 2. Sander van Sybden (Sibbe) 3. Goeswyn van den Campe 4. Herman van Eynatten 5. Michiel Panesleger 6. Willem Ruebe 7. Dieryck Broetz                                   |                |
| 1490          | Karel van Lichtenberg                                                                                   | |                |
| 1514          | Diederick Broetz                                                                                        | |                |
| 1624          | Jan van Aken                                                                                            | |                |
| 1639          | François de Graty                                                                                       | |                |
| 1658          | Matthias de Graty                                                                                       | |                |
| 1695-1746     | lic. Godefridus Augustinus Collette                                                                     | |                |

### Ambtsdragers van het hooggerecht van Pietersheim
De heerlijkheid Pietersheim was een leen van het graafschap Loon. Over de schepenbank van Pietersheim is weinig bekend.
| Vermelding | Schouten            | Schepenen | Overige ambten |
| ---------- | ------------------- | --- | -------------- |
| 1492-1495  | Diederik van Gemert | 1. Johan van der Sant 2. Johan Mutener 3. Heynrich van Gellick 4. Johan van Heze 5. Arnt Mugge/Muygen 6. Thomas van Heerde 7. Thys Saechtleenen |                |
| ca. 1500   | Ricalt van Gemert   | |                |
| 1514       | Augustijn van Ghoir | |                |

### Ambtsdragers van het hooggerecht van Heugem
Naar het hoog- en laaggerecht van Heugem is nog nauwelijks onderzoek gedaan.
| Vermelding | Schouten                                        | Schepenen | Overige ambten |
| ---------- | ----------------------------------------------- | --- | -------------- |
| 1459       | Johan Scharneele van Berne (Berneau)            | 1. Hubrecht Pueres 2. Jan Goertssoen van Hoegem 3. Peter Claessoen van Hoegem 4. Johan Hoene van Voerendaele 5. Wynant van den Hoene 6. Johan Banier (Bavier?) |                |
| 1488-1489  | Johan Scheyve van den Veels, genoemd Scheyffart | 1. Peter Cloes van Hoegem 2. Johan Sheyve 3. Arnt Brandenberch 4. Dirick Broetz 5. Lambrecht van Bossenhoven 6. Henrick van Gellick 7. Lenss Clabers           |                |

### Ambtsdragers van het hooggerecht van Heer
De heerlijkheid Heer behoorde al sinds de twaalfde eeuw tot de elf banken van Sint-Servaas. De schepenen (en schouten?) werden aangesteld door de kanunniken van het Sint-Servaaskapittel. Van veel ambtsdragers is bekend door welke kanunnik ze waren voorgedragen. Meestal bekleedden ze tevens andere functies binnen de banken van Sint-Servaas of andere hooggerechten in Maastricht en omgeving. De proosdij van Sint-Servaas beschikte over een eigen laathof en rechtbank, de nog bestaande Hoge Leenzaal aan het Sint Servaasklooster, alsmede een gevangenis in De Burght in Heer. Aanvankelijk vergaderde de schepenbank van Heer afwisselend in de proosdij, in De Burcht of in Scharn, later meestal in het Panhuis, de brouwerij van het kapittel aan het Vrijthof.
Onderstaande namenlijst van het hooggerecht van Heer is voornamelijk gebaseerd op een viertal artikelen van J.H. van de Venne, in 1919 gepubliceerd in De Maasgouw.
| Vermelding    | Schouten                                                                                                  | Schepenen | Overige ambten                                                                                    |
| ------------- | --- | --- | ------------------------------------------------------------------------------------------------- |
| 1255          | ridder Lanslotus                                                                                          | 1. Gerardus de Wic 2. Gerardus Meijske 3. Winandus, zoon van Gelgeri 4. Godefridus gen Haic |                                                                                                   |
| 1344          | Adulphus de Here                                                                                          | 1. Johannes Panhus 2. Johannes Offerman 3. Henricus iuxta Campum 4. Gerardus de Wicht (Wic?) 5. Giselbertus de Here? 6. Marsilius de Scharne 7. Johannes Rese |                                                                                                   |
| 1380          | Ledenart Weuste                                                                                           | 1. Nitet(?) Offermans 2. Heinric van Heze, gezegd van Bemelen 3. Peter Thonis 4. Johan Cadier 5. Nyes (Dionisius) Cadier 6. Magiel Geldoulf 7. Arnoult van Wyck |                                                                                                   |
| 1423          | Frambach Kaudenberch                                                                                      | 1. Heynrich Bavier (Bovier) 2. Heynrich Eelman 3. Johan Gans 4. Jacob Happart 5. Gerart van de Veels 6. Winant Quade van Heer 7. Johan van Oeys |                                                                                                   |
| 1428          | Johan van Oeys                                                                                            | 1. Heynrich Bavier 2. Heynrich Eelman 3. Johan Gans 4. Jacob Happart 5. Gerart van de Veels 6. Winant Quade van Heer 7. Johan van Brede |                                                                                                   |
| ca. 1440-1467 | Jacob Happart                                                                                             | 1. Jacob Happart 2. Heynrich Bavier (Bovier) 3. Gerard van den Veels 4. Johan Tomoer van der Sargien 5. Gerat dictus Gordt Cobben 6. Johan van Baselisborn (Basilisbur) 7. Gerart Clutten 8. Johan Bovyer (Bover) |                                                                                                   |
| 1456          | Gilis van der Sargiën                                                                                     | 1. Heynrich Bavier (Bovier) 2. Johan Tomoer van der Sargien 3. Lambrecht Cloes van Eckelroede 4. Johan Montenaken 5. Johan van der Vuelz 6. Winant van den Hove 7. Jacob Heckeler |                                                                                                   |
| ca. 1471-1494 | 1. Boevyer (1471) 2. Arnt Brandenberg (1486)                                                              | 1. Cornelis van der Sargien (1487) 2. Wynant van den Hoven 3. Jacob Heckeler 4. Closs Bollen 5. Heynrick van Gellick 6. Conraert in die Hage 7. Lambrecht van Lynde (1490) 8. Laurens (Leuss) Clabers (ca. 1490-1517) 9. Gillis van den Sargien 10. Lambrecht Claessoen van Eckelroide |                                                                                                   |
| ca. 1494-1528 | 1. Arnt Brandenberg (Brandenborgh) 2. Antonys Calen († 1527) 3. Leonardus van Merssen (1528-1533)         | 1. Tysken van der Sargien 2. Lambrecht Claessoen van Eckelroide 3. Lambert van Heze (1510) 4. Matheus van Heeze (1505) 5. Joes van Schaern (1506-ca. 1539) 6. Johan van Kanne (1507) 7. Johan Poet (1515) 8. Johan van der Volmoelen 9. Christiaan geheeten Kertsgen Aussems († 1530) 10. Arndt Theus (1512?) 11. Peter Broets (1515) 12. Arndt Thees († 1528) 13. Henrick Dollart(s)                                                                  |                                                                                                   |
| ca. 1528-1549 | 1. Jeronimus Meys (1533-1554) 2. Jan Scheyffe van Berge (vice-schout vanaf 1531)                          | 1. Aerndt Thees (1530-1554) 2. Johan van den Volmoelen († 1531) 3. Jaspar Van den Dycke (1532) 4. Paulus Hoens (1532-1538) 5. Hieronimus Meis († 1540) 6. Reyner Vaeghtz (1540) 7. Peter Broetz († 1543) 8. Adrianus Beelen (1543) 9. Aart Thees († 1543) 10. Johan Crieckelman (1543) | 1. Anthoenis Colen (rijproost) 2. Johan van Berghe (secretaris) 3. Johan Crieckelman (secretaris) |
| ca. 1549-1556 | 1. Arnoldus (Aert) van Hulsberch (1554-1570) 2. Johan Heynen van Houthem (vice-schout, 1554-1563, † 1568) | 1. Johan van Canne (voor 1554) 2. Nicolaes van Limborch (1554-1574) 3. Reiner Vaichs († 1565) 4. Jost van Scarn († 1554) 5. Gornelius Taymans (1554-1559) 6. Henricus de Asch 7. Adriaen Beien († 1554) 8. Paes Willem Rutten (1554) 9. Henrick van Heze († 1555) 10. Johan Heinen de Honthem (1555) | 1. Filips van der Laemen (rijproost) 2. Aerndt Thees (secretaris vanaf 1551)                      |
| ca. 1556-1579 | 1. Franciscus Crepus (1570-1579) 2. Cristiaen Cruper (vice-schout, 1563)                                  | 1. Christianis Cruyper (1559) 2. Nicolaes Vaechs (vanaf 1565) 3. Petrus Bocx (1569) 4. Geurt Offerman (1570) 5. Franciscus Crepus (1571) 6. Geurt Kellener († 1572) 7. Willem Daems alias int Panhuys de Scaern (1572) 8. Godefridus Typoets (1575) 9. Niclais Vaechs 10. Peter Nelis |                                                                                                   |
| ca. 1579-1589 | 1. Johan Hermens (1579-1584) 2. Jan Coen van Herstal (1584)                                               | 1. Claes Darden van Rutten 2. Peter Zalm (1580-1595) 3. Conrardt in di Haghe (1580) 4. Reinier Crepus (1580-1593) 5. Johan Hermens († 1584) 6. Wyn Jekermans (1584) |                                                                                                   |
| ca. 1590-1620 | | 1. Lambertus Schars (1593) 2. Jan Frynts (1595) 3. Geurt Otterman († 1597) 4. Anthonis de la Val (1597) 5. Jan Caen 6. Wynant Jekermans († 1600) 7. Jeronimus Stas (1600-1627) 8. Johan Coen 9. Peter Nelis 10. Jan van Scharn 11. Dionisius Meys (1612-1638) | 1. Dirick Massens (rijproost) 2. Johan Bauwens (secretaris, 1603-1629)                            |
| ca. 1620-1650 | 1. Huybrecht Coen 2. Jan Cloets 3. Antoon Lavall                                                          | 1. Andries Graven 2. Henricus Stevens (tot 1633) 3. Reinerus Sleypen (1633) 4. Dionisius Meys (1612-1638) 5. lic. Petrus Stas 6. Anthonius Vaes 7. Dionisius Seutendael (tot 1636) 8. Lambrecht Beltgens (1636-1643) 9. Eugenius Euven 10. Ardt Proenen (tot 1633) 11. Wilhelmus van Buel (1633-1642) 12. Lambertus de Visch (1642-1679) 13. Gielis Ruyschen († 1637) 14. Joes Philippens (1637) 15. Kerst Kicken (tot 1629) 16. Peter Grouwels (1629) | lic. Andries Bauwens (secretaris, 1629)                                                           |
| ca. 1650-1690 | Gulielmus Fosseroul (sinds 1665)                                                                          | 1. Mertin Mertens 2. lic. Hieronymus Stas 3. Martin van den Eycken 4. Henricus Keecken 5. Anthonnis Kicken 6. Frans Servaas de Hildernisse 7. Gadet (1683) 8. Jan Mertens (1689) | Hieronymus Stas (secretaris)                                                                      |
| ca. 1690-1730 | Demallieux                                                                                                | 1. H. Coen (tot 1696) 2. J. Cloets (1696) 3. Machiel Coninx 4. Jacobus a Cruce (1687-1717?) 5. Vliex 6. Hermanus van der Weyden 7. Nicolaus Veugen 8. Carolus Loyens 9. Fr. Lezaak (1704) 10. Petrus Symons (1703) 11. Godfried Schaepen (1711) 12. Joes Coninx 13. Lambertus Thyssen 14. Wilhelmus Dorthans 15. T. Lenssens 16. Nicolaas Salden | 1. Carolus Loyens (secretaris) 2. lic. T. Lenssens                                                |
| ca. 1730-1770 | 1. J.F. Camps (vanaf 1742) 2. Loyens                                                                      | 1. Anthonius van der Masen 2. lic. Johan Essers 3. lic. A.I. Munix (1739) 4. Kicken 5. L.J. van der Maesen (1747) 6. J. Lekens (1747) 7. lic. J.P. Membrede (1753) 8. L. van Hees (1754) 9. mr. S.I.P. Munix | mr. S.I.P. Munix (secretaris)                                                                     |
| ca. 1770-1795 | 1. Mathias Roosen (1794) 2. Henricus Stas (1794)                                                          | 1. H. Lenaerts (1764) 2. lic. F.H. Booten (1772) 3. C. du Pont (1772) 4. A. Bernard (1773) 5. lic. I.C.S. de Limpens 6. S. van Segenbroek († 1789) 7. A.M. Gudi 8. H.W. Crahay 9. J.C. Dolmans 10. N.M.J. Franssen 11. A.A. Franssen 12. J.N. Gilissen 13. J.L. Ruyters 14. jhr. F.X. Kerens 15. mr. Tilman Theodore Xavier Kerens | H.W. Crahay (secretaris)                                                                          |

### Ambtsdragers van het hooggerecht van Borgharen
Het hoog- en laaggerecht van Borgharen is door de priester-rijksarchivaris Jozef Habets onderzocht, die in 1873 een uitgebreid artikel publiceerde in de Publications de la Société Historique et Archéologique dans le Limbourg (zie Geraadpleegde literatuur). Schout en schepenen (zeven in getal) werden aanvankelijk aangesteld door de hertog van Brabant, vanaf 1330 door de heer van Borgharen. In dat jaar werd tevens Itteren afgescheiden van Borgharen. Tussen 1650 en 1660 verplaatste de toenmalige Heer van Borgharen, Philibert d'Isendoorn à Blois, de schepenbank naar Maastricht, waarmee hij naar eigen zeggen de voorbeelden van Berg, Heer, Bemelen en Sint Pieter volgde. Door de Staten-Generaal werd hij gedwongen de oude situatie te herstellen. In 1716 bleek de schout van Borgharen in Heerlen te wonen, omdat hij daar ook schout was.
| Vermelding    | Schouten                                | Schepenen | Overige ambten                      |
| ------------- | --------------------------------------- | --- | ----------------------------------- |
| 1474          | Dirk Vaerssen                           | 1. Dirk Vaerssen 2. Peter Dries 3. Johan Wijnants 4. Lens Duven 5. Gerit Gerats 6. Jacob Callenrecht 7. Gerit Huijsman |                                     |
| 1499-1500     | Jan Moleners of Mulleners               | |                                     |
| ca. 1507-1535 | Gheert van Bornhem (Gerard van Merode)  | Andries van Pallandt ("Palant")                                                                                        |                                     |
| 1544          | Servaas van Buel (Beul)                 | |                                     |
| 1551          | Servaas van Buel                        | 1. Leonard Douff 2. Hendrik Daemen 3. Leonard Vos 4. Willem Muggen 5. Daem van Beck 6. Jan Kars 7. Jan Wijnen          |                                     |
| 1554-1575     | Christoffel van Hemersbach (van Merode) | |                                     |
| 1566          | Christoffel van Hemersbach              | 1. Willem Muggen 2. Jan Wijnants 3. Adam Penris 4. Jan Kars 5. Thomas Nagels 6. Lens Voncken 7. Reiner van der Locht   | Reiner van der Locht (secretaris)   |
| 1582          | Willem Pothems                          | | Hubert van Gestingen (secretaris)   |
| 1605          | Julius van Schaesberg                   | |                                     |
| 1607-1621     | Jeronimus Stas                          | |                                     |
| 1608          | Jeronimus Stas                          | 1. Nicolaas van Cortenbach 2. Laurens Bouten                                                                           |                                     |
| 1628          | Frans Padsien                           | |                                     |
| 1630-1642     | Matthias Barchon                        | |                                     |
| 1646          | Joannes Dionysius de la Haye            | |                                     |
| tot 1684      | Theodoor van den Heuvel                 | |                                     |
| 1702-1719     | Jacob Quartier                          | |                                     |
| 1790, 1793    | mr. Abraham George Pillera              | | Adriaan Nieuwenhuijsen (secretaris) |
| 1793-1795     | Jan Hendrik Wilmar                      | |                                     |

### Ambtsdragers van het hooggerecht van Itteren
De schepenbanken van Itteren en Borgharen, beide met hoog- en laaggerecht, waren tot 1330 gecombineerd, maar gingen daarna ieder zijns weegs. Er zijn aanwijzingen dat de schepenbanken van Itteren en Meerssenhoven later één geheel vormden. Over de schouten en schepenen is nog weinig bekend.
| Vermelding | Schouten                                 | Schepenen | Overige ambten |
| ---------- | ---------------------------------------- | --- | -------------- |
| 1476-1478  | Johan Herswingell                        | 1. Pouwels van Millen 2. Geridt van Millen 3. Johan Knoey van Itteren 4. Gyse Jans 5. Johan Wient 6. Dierick van Wyck |                |
| 1752       | mr. Reynier Willem Daniël Pillera (1732) | |                |
| 1790, 1793 | mr. Abraham George Pillera               | |                |
| 1793-1795  | Jan Hendrik Wilmar                       | |                |